# Torquato I Conti, I duca di Poli e Guadagnolo
Torquato I Conti (Poli, maggio/giugno 1519 – Poli, 3 settembre 1572) è stato un nobile e militare italiano.

## Biografia

### I primi anni e l'inizio della carriera militare
Nato a Poli, nel feudo di famiglia, Torquato I Conti venne alla luce nel 1519, figlio primogenito di Carlo, signore di Poli, e di sua moglie, Maria Tarquinia Savelli-Conti. I genitori erano imparentati fra di loro in quanto Maria Tarquinia era figlia di Antimo Savelli, signore di Albano, e di Giulia Conti, e quest'ultima era figlia a sua volta di Sigismondo Conti, fratello di Giulio, padre di Carlo.
Poco si sa dell'infanzia di Torquato I sino al maggio del 1541 quando viene citato nell'ambito dell'assedio di Paliano: in quel periodo, infatti, le milizie pontificie stavano assediando la cittadina romana, roccaforte dei Colonna, sotto la guida di Pier Luigi Farnese, figlio del pontefice. Torquato, imparentato coi Colonna, si trovava come militare tra i difensori della rocca, ma il 10 maggio di quello stesso anno venne costretto a fuggire quando le armate del papa riuscirono a penetrare al castello, ponendo fine al secolare dominio della potente famiglia colonnese.
Nel 1548 Paolo III decise di dare in sposa a Torquato una Farnese, Violante, figlia di Galeazzo, duca di Latera, al fine di riappacificare definitivamente l'aristocrazia romana, per quanto lo stesso duca di Poli fosse già promesso sposo a una fanciulla di casa Colonna.
La sua carriera militare proseguì anche dopo la morte di Paolo III quando, assieme ad altri nobili romani (tra cui Giulio Orsini) venne incaricato di radunare un esercito di fanti per mantenere l'ordine in città durante il periodo della sede vacante e consentire così al collegio dei cardinali di svolgere in buon ordine le votazioni. Legatosi in maniera sempre più stretta ai Farnese, Torquato decise di seguire Orazio Farnese in Francia al servizio di re Enrico II, prendendo parte con questi nel 1552 alla difesa di Metz, assediata dalle truppe imperiali. Nel 1553 cadde prigioniero di Emanuele Filiberto di Savoia durante l'assedio di Hesdin, venendo comunque liberato nel settembre di quello stesso anno grazie alla mediazione di Annibal Caro, suo grande amico.

### La guerra del sale
Tornato in Italia al servizio dei pontefici, Torquato prese parte alla difesa di Anagni nel settembre del 1556, nell'ambito della guerra del sale, quando venne assediata dal duca d'Alba. Fu su precisa richiesta di papa Paolo IV Carafa che Torquato giunse in città con 800 fanti, ma questi non riuscì a resistere davanti all'armata spagnola, forte di molti pezzi d'artiglieria che bombardarono incessantemente la città per tre giorni consecutivi. Dovette quindi ritirarsi dapprima ad Acuto e poi a Paliano dove Giulio Orsini aveva radunato il resto delle forze pontificie. Nella disperata situazione, si unì all'esercito del duca di Guisa l'anno successivo, sceso in Italia per supportare Paolo IV. I francesi posero il loro quartier generale a Tivoli, luogo ove il duca riuscì a evitare che questi si rivalessero contro gli abitanti locali che in precedenza avevano aperto le loro porte al duca d'Alba per non far subire danni alla città.
Con l'elezione al soglio pontificio di Pio IV, Torquato Conti venne compreso nell'elenco di coloro che, a parere del nuovo pontefice, avevano gravato lo Stato della Chiesa di nuove e inutili guerre: venne quindi arrestato prima del 7 maggio 1560 assieme ai cardinali Calo e Antonio Carafa. Pio IV, a ogni modo, ne riconobbe il valore militare e lo liberò nominandolo governatore di Anagni.

### Gli anni degli studi
In questo periodo il Conti preferì tenersi lontano dalle questioni militari, ritirandosi temporaneamente a vita privata nella sua villa di Poli, arricchendola di stravaganze e bizzarrie, ispirandosi in questo al Parco di Bomarzo dell'amico Orsini sotto la guida di Annibal Caro e col consiglio di Sperone Speroni. Si mise in contatto con architetti del calibro di Giovanni Antonio Dosio, già impegnato a Roma presso altre famiglie altolocate. Non mancò in questo stesso periodo di approfondire a ogni modo i propri studi di architettura militare. L'ambasciatore Navagero della Repubblica di Venezia a Roma scriveva a tal proposito in un dispaccio al senato della sua patria:
Nel 1571, proprio per questa sua abilità, verrà incaricato dal pontefice regnante di realizzare alcune delle fortificazioni del rione romano di Borgo al fianco dei genieri Cesare Guasco e Francesco Paciotto.
Si interessò anche di alchimia, dedicandosi assiduamente agli studi di Benedetto Varchi, e di letteratura, entrando in contatto con personaggi come il cardinale Innico d'Avalos d'Aquino d'Aragona, Paolo Manuzio e Antonio Scaino.

### La repressione del brigantaggio nell'Ascolano
Nel 1564, papa Pio IV lo nominò generale delle armate pontificie per l'Umbria e il Piceno, dove ebbe il compito di coordinare le operazioni per la soppressione dei banditi che infestavano l'area dell'Ascolano, ma dovette per questo abbandonare temporaneamente la sua sede di Anagni pur mantenendo il governatorato locale. Questa situazione di instabilità, favorì nel contempo lo scoppio di una rivolta locale capeggiata dal vescovo Michele Torrella che desiderava far tornare la città direttamente dipendente dalla legazione di Campagna e Marittima, senza l'intermediazione di un governatore. Secondo lo studioso Giovanni Cascioli, tale rivolta sarebbe stata tramata dal vescovo sfruttando il risentimento popolare che ancora aveva ben impressi i danni provocati dall'assedio del 1556 e imputati al duca di Poli, oltre che al suo zelo eccessivo nel far rispettare i diritti feudali e le leggi divine. La rivolta venne a ogni modo soppressa poco dopo col ritorno del duca ad Anagni.

### Le guerre di religione in Francia
Come ricompensa per le brillanti azioni svolte, il 18 aprile 1570 Torquato venne nominato prefetto generale delle armi di Avignone e del Contado Venassino e venne inviato in Francia con alcune migliaia di soldati. L'invio di uno dei principali generali pontifici in terra francese, a ogni modo, non era tanto casuale: il re di Francia, infatti, temeva che gli ugonotti, dopo gli esili e le privazioni a cui erano stati sottoposti, avrebbero preteso la reintegrazione dei loro diritti e per questo aveva richiesto interventi d'aiuto. Il papa dal canto suo aveva avuto buon gioco a intervenire nella contesa dal momento che sapeva che il sovrano francese, pur rispettando e riconoscendo la sovranità papale su Avignone, ne reclamava il diritto di "tutela e sorveglianza".
Gli ugonotti, capeggiati da Gaspard de Châtillon, decisero di intervenire militarmente, passando dapprima nel Delfinato e poi nel Lionese. Alla sconfitta delle armate in rivolta, il 20 novembre 1571 Torquato ricevette da papa Pio V l'ordine di rientrare in Italia, lasciando Avignone. Marco Dionigi, segretario particolare del figlio di Torquato, Lotario, riferirà in seguito di come Pio V fosse stato tentato di affidare al duca di Poli e Guadagnolo la conduzione della battaglia di Lepanto e la guerra contro i turchi, ma che alla fine si fosse persuaso a riconoscere la sua maggiore importanza sul fronte francese, ove in seguito la guida della flotta pontificia fu affidata al principe Marcantonio II Colonna. Tale notizia, a ogni modo, non trova altra conferma documentale.
Morì a Poli il 3 settembre 1572.

## Discendenza
Il duca Torquato I Conti sposò la duchessa Violante Farnese figlia del duca Galeazzo Farnese e di Isabella dell'Anguillara; la coppia ebbe in seguenti quattro figli:
- Lotario II Conti ( ? - 8 ottobre 1635), sin da giovane venne in un primo momento avviato alla carriera ecclesiastica sotto la tutela del cardinal Odoardo Farnese. In seguito il giovane Lotario fu mandato nelle fiandre sotto il comando dello zio Alessandro Farnese, ma in un secondo momento fu sostituito dal fratello Appio, e allora lo stesso Lotario si dedicò alla carriera diplomatica ed eseguì varie missioni presso la corte imperiale di Rodolfo II d'Asburgo, e successivamente a Madrid presso la corte del re di Spagna Filippo III d'Asburgo.
- Carlo Conti (28 agosto 1556 - 3 dicembre 1615), sin da giovane fu avviato da padre alla carriera ecclesiastica, e il 9 giugno 1604 fu nominato cardinale da papa Clemente VIII; partecipò ad entrambi i conclavi del 1605, quello del marzo che elesse Leone XI e quello del maggio Paolo V. Nello stesso anno, il 1º giugno ricevette il titolo di San Crisogono, che già il 17 agosto sostituì con quello di San Clemente, che terrà fino al 7 gennaio 1613, quando opterà per il titolo di Santa Prisca. Anch'egli come il fratello svolse diversi incarichi diplomatici presso la corte imperiale di Rodolfo II d'Asburgo.
- Costanza Conti, sposò il marchese Domenico de Cupis.
- Appio Conti (1558 - 26 marzo 1593), sin da giovane fu avviato alla carriera militare e militò per l'Impero spagnolo nelle Fiandre al fianco di don Giovanni d'Austria (figlio illegittimo dell'imperatore Carlo V d'Asburgo); e successivamente al fianco dello zio Alessandro Farnese ove ricevette vari incarichi militari, morì in un duello con colonnello dei lanzichenecchi  G. Bayer von Boppart.

## Ascendenza
|                                               |                                            |                                          | Genitori                     |  |  | Nonni |  |  | Bisnonni                     |  |  | Trisnonni                      |  |
|                                               |                                            |                                          |                              |  |  |       |  |  | Paolo Conti, signore di Poli |  |  | Stefano Conti, signore di Poli |  |
|                                               |                                            |                                          |                              |  |  |       |  |  | Paolo Conti, signore di Poli |  |  | Stefano Conti, signore di Poli |  |
|                                               |                                            | …                                        |                              |  |  |       |  |  | Paolo Conti, signore di Poli |  |  |                                |  |
| Giulio Conti, signore di Poli                 |                                            |                                          |                              |  |  |       |  |  | Paolo Conti, signore di Poli |  |  |                                |  |
|                                               |                                            | Maddalena Orsini                         | …                            |  |  |       |  |  |                              |  |  |                                |  |
|                                               |                                            | Maddalena Orsini                         | …                            |  |  |       |  |  |                              |  |  |                                |  |
|                                               |                                            | Maddalena Orsini                         | …                            |  |  |       |  |  |                              |  |  |                                |  |
| Carlo Conti, signore di Poli                  |                                            | Maddalena Orsini                         |                              |  |  |       |  |  |                              |  |  |                                |  |
|                                               |                                            | Mariano Conti                            | Bruno Conti                  |  |  |       |  |  |                              |  |  |                                |  |
|                                               |                                            | Mariano Conti                            | Bruno Conti                  |  |  |       |  |  |                              |  |  |                                |  |
|                                               |                                            | Mariano Conti                            | Vannola Conti                |  |  |       |  |  |                              |  |  |                                |  |
| Giacoma Conti                                 |                                            | Mariano Conti                            |                              |  |  |       |  |  |                              |  |  |                                |  |
|                                               |                                            | Geronima Colonna                         | …                            |  |  |       |  |  |                              |  |  |                                |  |
|                                               |                                            | Geronima Colonna                         | …                            |  |  |       |  |  |                              |  |  |                                |  |
|                                               |                                            | Geronima Colonna                         | …                            |  |  |       |  |  |                              |  |  |                                |  |
| Torquato I Conti, I duca di Poli e Guadagnolo |                                            | Geronima Colonna                         |                              |  |  |       |  |  |                              |  |  |                                |  |
|                                               | Cristoforo Savelli, VIII signore di Albano | Antonello Savelli, VII signore di Albano |                              |  |  |       |  |  |                              |  |  |                                |  |
|                                               | Cristoforo Savelli, VIII signore di Albano | Antonello Savelli, VII signore di Albano |                              |  |  |       |  |  |                              |  |  |                                |  |
|                                               | Cristoforo Savelli, VIII signore di Albano | Antonia Conti                            |                              |  |  |       |  |  |                              |  |  |                                |  |
| Antimo Savelli, X signore di Albano           | Cristoforo Savelli, VIII signore di Albano |                                          |                              |  |  |       |  |  |                              |  |  |                                |  |
|                                               |                                            | Porzia da Ceccano                        | Antonio da Ceccano           |  |  |       |  |  |                              |  |  |                                |  |
|                                               |                                            | Porzia da Ceccano                        | Antonio da Ceccano           |  |  |       |  |  |                              |  |  |                                |  |
|                                               |                                            | Porzia da Ceccano                        | …                            |  |  |       |  |  |                              |  |  |                                |  |
| Maria Tarquinia Savelli Conti                 |                                            | Porzia da Ceccano                        |                              |  |  |       |  |  |                              |  |  |                                |  |
|                                               |                                            | Sigismondo Conti, signore di Poli        | Paolo Conti, signore di Poli |  |  |       |  |  |                              |  |  |                                |  |
|                                               |                                            | Sigismondo Conti, signore di Poli        | Paolo Conti, signore di Poli |  |  |       |  |  |                              |  |  |                                |  |
|                                               |                                            | Sigismondo Conti, signore di Poli        | Maddalena Orsini             |  |  |       |  |  |                              |  |  |                                |  |
| Giulia Conti                                  |                                            | Sigismondo Conti, signore di Poli        |                              |  |  |       |  |  |                              |  |  |                                |  |
|                                               |                                            | …                                        | …                            |  |  |       |  |  |                              |  |  |                                |  |
|                                               |                                            | …                                        | …                            |  |  |       |  |  |                              |  |  |                                |  |
|                                               |                                            | …                                        | …                            |  |  |       |  |  |                              |  |  |                                |  |
|                                               |                                            | …                                        |                              |  |  |       |  |  |                              |  |  |                                |  |